# Maik Taylor
Maik Stefan Taylor (1971. szeptember 4. –) a Millwall rutinos kapusa. A németországi Hildesheim településen született.

## Karrierje

### Korai évek
Taylor a karrierjét az ASC Nienburg csapatában kezdte a Princess Marina College előtt.

### Fulham
Taylor a Fulham csapatához a Southamptonból igazolt 700 000 £-ért. Kevin Keegana keresztlabdák legjobb elfogójának ítélte. Taylor jó igazolásnak számított a "Cottagers" szempontjából, a harmadosztálybanbajnoki címmel 1999-ben. Ezt 2001-ben követte a másodosztály bajnoki címe, ezzel bejutva a Premier League-be.

### Birmingham City
Taylor a Birmingham City csapatához 2003 augusztusában írt alá, egy évre a hosszabb távú szerződés lehetőségével. A jó indítás után Steve Bruce úgy döntött, hogy állandósítja a szerződést a 2004 januári átigazolási időszakkezdetével. Ez a kiemelkedő teljesítmény továbbra is megmaradt, így a 2003-2004-es szezon legjobb kapusának választották a csapatban.
A csapat első számú kapusa 2007 februárjában Colin Doyle lett, ám a 2007-2008-as Premiership első három mérkőzése után visszakapta a "címet". A 2009-2010-es szezonban ezt a helyet átvette Joe Hart.

### Nemzetközi
Taylor több, mint 80 mérkőzést játszott az Északír labdarúgó-válogatottban, beleértve az Anglia elleni 2005-ös győzelmet. Első mérkőzése Németország ellen volt 1999-ben, ahol 3-0-ra kikapott az északír csapat.

### Díjak

#### Farnborough Town
- Southern League Premier Division győztes: 1993–94[1]

#### Fulham
- Harmadosztály győztes: 1998–99
- Másodosztály győztes: 2000–01

#### Birmingham City
- Másodosztály második helyezett: 2007
- Másodosztály második helyezett: 2009

### Statisztikák
2011. november 24-i állapot szerint
| Klubok    | Klubok          | Klubok          | Bajnoki  | Bajnoki | Kupa     | Kupa   | Ligakupa   | Ligakupa   | Nemzetközi | Nemzetközi | Összesen | Összesen |
| Szezon    | Klub            | Bajnokság       | Fellépés | Gól     | Fellépés | Gól    | Fellépés   | Gól        | Fellépés   | Gól        | Fellépés | Gól      |
|           |                 |                 | Bajnoki  | Bajnoki | FA Cup   | FA Cup | League Cup | League Cup | Európa     | Európa     | Összesen | Összesen |
| --------- | --------------- | --------------- | -------- | ------- | -------- | ------ | ---------- | ---------- | ---------- | ---------- | -------- | -------- |
| 1995–96   | Barnet          | Third Division  | 45       | 0       | 2        | 0      | 2          | 0          | –          | –          | 49       | 0        |
| 1996–97   | Barnet          | Third Division  | 25       | 0       | 4        | 0      | 4          | 0          | –          | –          | 33       | 0        |
| 1996–97   | Southampton     | Premier League  | 18       | 0       | –        | –      | –          | –          | –          | –          | 18       | 0        |
| 1997–98   | Fulham          | Second Division | 30       | 0       | 2        | 0      | –          | –          | –          | –          | 32       | 0        |
| 1998–99   | Fulham          | Second Division | 46       | 0       | 7        | 0      | 5          | 0          | –          | –          | 58       | 0        |
| 1999–2000 | Fulham          | First Division  | 46       | 0       | 4        | 0      | 7          | 0          | –          | –          | 57       | 0        |
| 2000–01   | Fulham          | First Division  | 44       | 0       | 1        | 0      | 5          | 0          | –          | –          | 50       | 0        |
| 2001–02   | Fulham          | Premier League  | 2        | 0       | 2        | 0      | 3          | 0          | –          | –          | 7        | 0        |
| 2002–03   | Fulham          | Premier League  | 19       | 0       | 4        | 0      | 2          | 0          | 2          | 0          | 27       | 0        |
| 2003–04   | Birmingham City | Premier League  | 34       | 0       | 4        | 0      | 1          | 0          | –          | –          | 39       | 0        |
| 2004–05   | Birmingham City | Premier League  | 38       | 0       | 2        | 0      | 2          | 0          | –          | –          | 42       | 0        |
| 2005–06   | Birmingham City | Premier League  | 34       | 0       | 6        | 0      | 1          | 0          | –          | –          | 41       | 0        |
| 2006–07   | Birmingham City | Championship    | 27       | 0       | 3        | 0      | 1          | 0          | –          | –          | 31       | 0        |
| 2007–08   | Birmingham City | Premier League  | 34       | 0       | 1        | 0      | 0          | 0          | –          | –          | 35       | 0        |
| 2008–09   | Birmingham City | Championship    | 45       | 0       | 1        | 0      | 0          | 0          | –          | –          | 46       | 0        |
| 2009–10   | Birmingham City | Premier League  | 2        | 0       | 0        | 0      | 2          | 0          | –          | –          | 4        | 0        |
| 2010–11   | Birmingham City | Premier League  | 0        | 0       | 1        | 0      | 3          | 0          | –          | –          | 4        | 0        |
| 2011–12   | Leeds United    | Championship    | 0        | 0       | 0        | 0      | –          | –          | –          | –          | 0        | 0        |
| 2011–12   | Millwall        | Championship    | 1        | 0       | 0        | 0      | –          | –          | –          | –          | 1        | 0        |
| Összesen  |                 |                 | 490      | 0       | 44       | 0      | 38         | 0          | 2          | 0          | 574      | 0        |

## Fordítás
- Ez a szócikk részben vagy egészben  a   Maik Taylor című angol Wikipédia-szócikk fordításán alapul.  Az eredeti cikk szerkesztőit annak laptörténete sorolja fel. Ez a jelzés csupán a megfogalmazás eredetét és a szerzői jogokat jelzi, nem szolgál a cikkben szereplő információk forrásmegjelöléseként.

## Külső hivatkozások
- Adatlapja a Birmingham City honlapján